# Presencia de América Latina

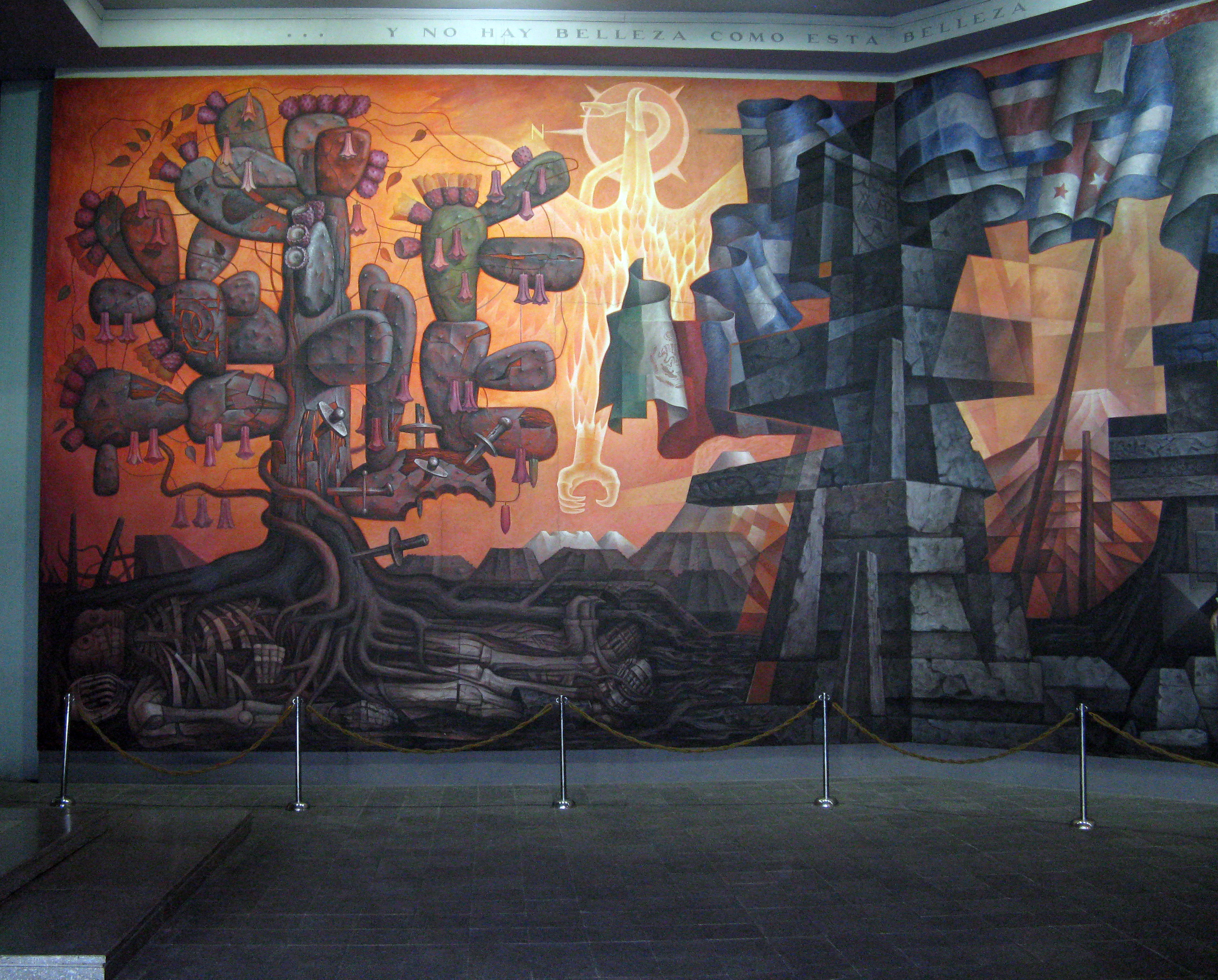
Presencia de América Latina

Presencia de América Latina sau Integración de América Latina este o pictură murală relizată de Jorge González Camarena între anii 1964 și 1965. Este situată în orașul Concepción în Universidad de Concepción, Chile.